# پیهلایاساری

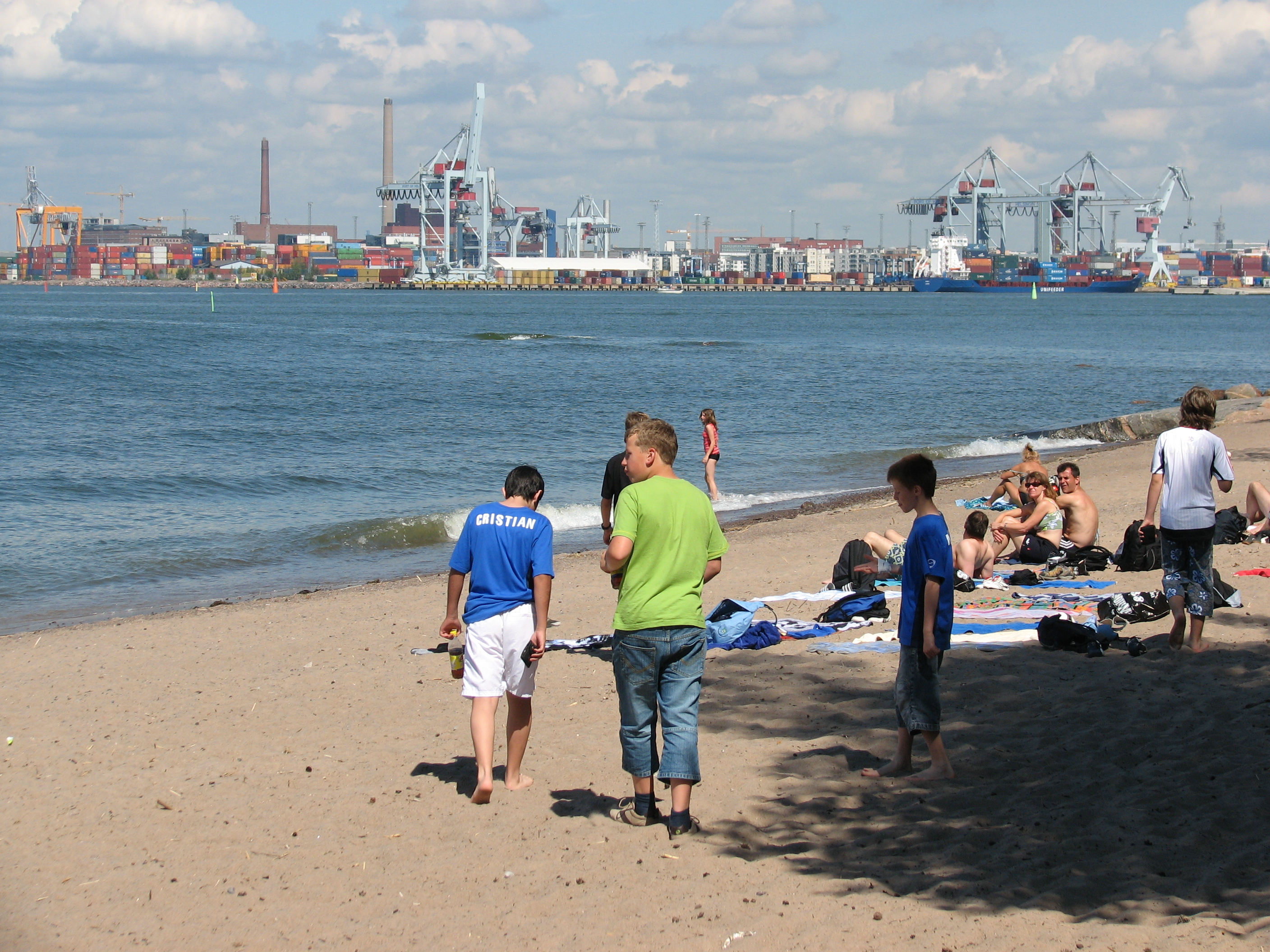
ساحل پیهلایاساری در نزدیکی هلسینکی

پیهلایاساری (به فنلاندی: Pihlajasaari) یک جزیره خالی سکنه در نزدیکی هلسینکی پایتخت فنلاند قرار دارد و دسترسی آن از طریق قایق‌های تفریحی می‌باشد. این جزیره محل تفریح‌گاه برهنگان در تعطیلات فنلاند است، امکانات تفریحی شامل رستوران، حمام‌ها، تخت‌های آفتابگیر می‌باشد.